# فران فاسكيز
فران فاسكيز (بالإسبانية: Fran Vázquez)‏ مواليد 1 مايو 1983 في منطقة غاليسيا، هو لاعب كرة سلة إسباني بدأ مسيرته الاحترافية في سنة 2001. تم اختياره من قبل فريق أورلاندو ماجيك خلال الدرافت ويحمل الرقم 17. يبلغ طوله 6 قدم 10 بوصة (2.1 م).

## روابط خارجية
- فران فاسكيز على موقع الاتحاد الدولي لكرة السلة (الإنجليزية)
- فران فاسكيز على موقع الدوري الأوروبي لكرة السلة (الإنجليزية)
- فران فاسكيز على موقع سبورتس رفرنس (الإنجليزية)
- فران فاسكيز على موقع الدوري الإسباني لكرة السلة (الإسبانية)
- فران فاسكيز على موقع كرة السلة الأوروبية.كوم (الإنجليزية)
- فران فاسكيز على موقع DraftExpress.com (الإنجليزية)
- فران فاسكيز على موقع ريلجم (الإنجليزية)
- فران فاسكيز على موقع بروبوليرز (الإنجليزية)
- فران فاسكيز على موقع سبورتس رفرنس (الإنجليزية)